# Suomen Viljava
Suomen Viljava est une entreprise publique en Finlande.

## Présentation
Suomen Viljava est spécialisée dans la manutention et le stockage de céréales et de produits céréaliers, des matières premières pour aliments des animaux et d'autres produits en vrac.
Suomen Viljava traite annuellement plus de 2 millions de tonnes de céréales et autres produits. 
Sa capacité de stockage est de 1,42 million de tonnes. 
Suomen Viljava fournit également des services de raffinage, d'ensachage, d'analyse et de séchage du grain.

## Silos et magasins
Suomen Viljava possède 19 silos en Finlande, dont cinq sont situés dans des ports:
- Rauma
- Naantali,
- Helsinki
- Loviisa
- Kotka

Les autres silos sont situés à :
- Mustio
- Kokemäki,
- Loimaa,
- Kirkniemi
- Nokia
- Perniö
- Seinäjoki,
- Hämeenlinna,
- Iisalmi
- Kouvola
- Pieksämäki
- Turenki
- Vainikkala
- Ylivieska